# 伊麟泰
伊麟泰，字鶴亭，汉军镶蓝旗人。道光丁酉科举人，庚戌科进士。历任山西知县、同知；潞安府壶关县、平定州孟县、朔平府平鲁县、太原府興县、大同府大同县知县等职。妻子王氏是同治十年进士王祖光的姑母。